# Glostrups kommun
Glostrups kommun är en kommun i Region Hovedstaden. Den ligger cirka 10 kilometer väster om Köpenhamn och genomkorsas av järnvägen och landsvägen mot Roskilde. Kommunen består av kommundelarna Glostrup, Hvissinge och Ejby, varav de två förstnämnda under 1970-talet växte samman. Fram till 1974 tillhörde även Avedöre Glostrups kommun.

## Kommunval
Antal mandat per parti från kommunvalen 1989-2005
| Parti                          | 1989 | 1993 | 1997 | 2001 | 2005 |
| ------------------------------ | ---- | ---- | ---- | ---- | ---- |
| F. Socialistisk Folkeparti     | 2    | 2    | 2    | 2    | 2*   |
| A. Socialdemokraterne          | 11   | 7    | 7    | 8    | 8*   |
| D. Centrum-Demokraterne        | 1    | -    | -    | -    | -    |
| C. Det Konservative Folkeparti | 2    | 3    | 2    | 1    | 1    |
| V. Venstre                     | -    | 4    | 3    | 4    | 4    |
| O. Dansk Folkeparti            | -    | -    | 2    | 1    | 2    |
| Z. Fremskridtspartiet          | 1    | 1    | -    | -    | -    |
| G. Glostruplisten              | -    | -    | 1    | 1    | -    |
| Sammanlagt                     | 17   | 17   | 17   | 17   | 17   |

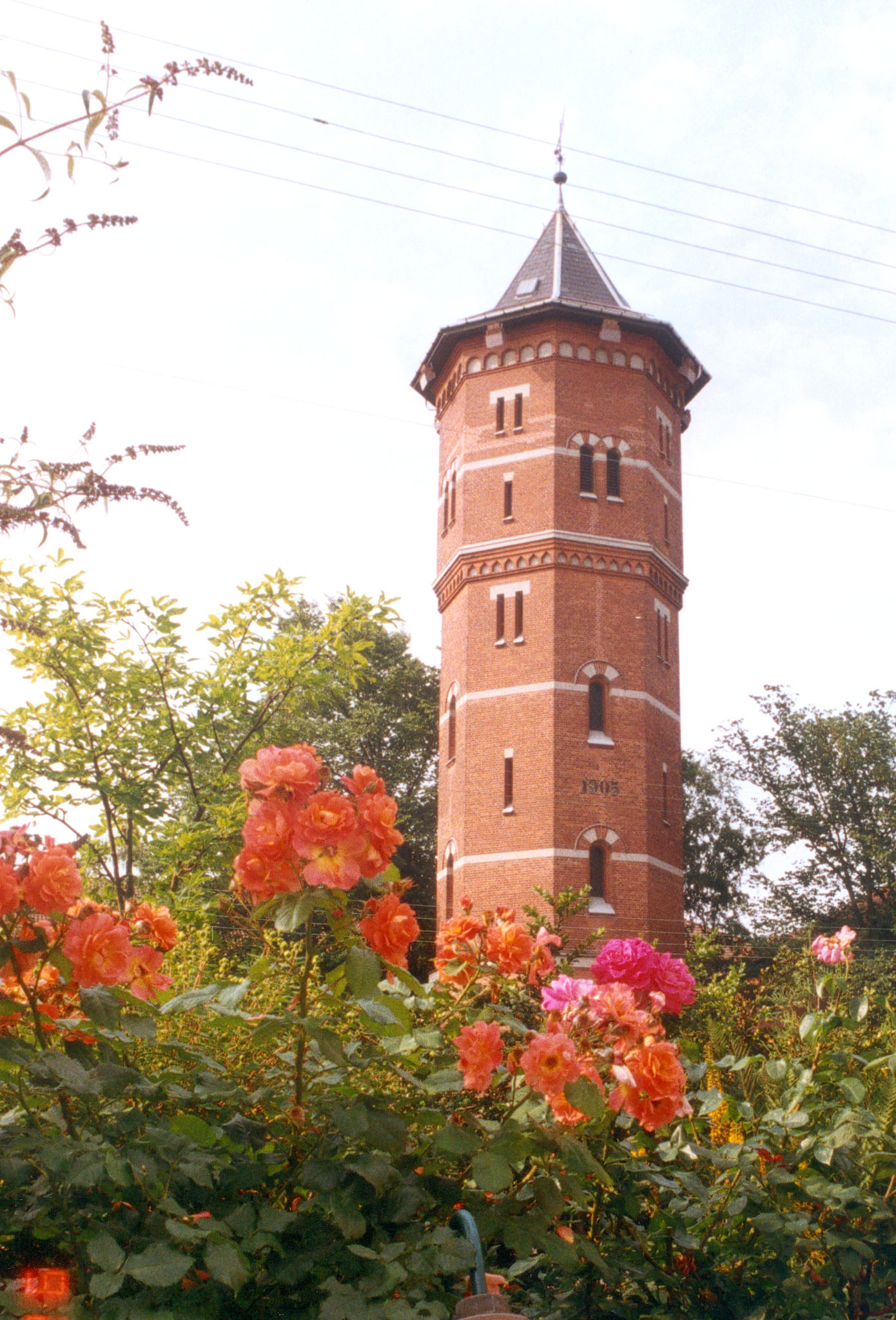
Det gamla vattentornet på Roskildevej.
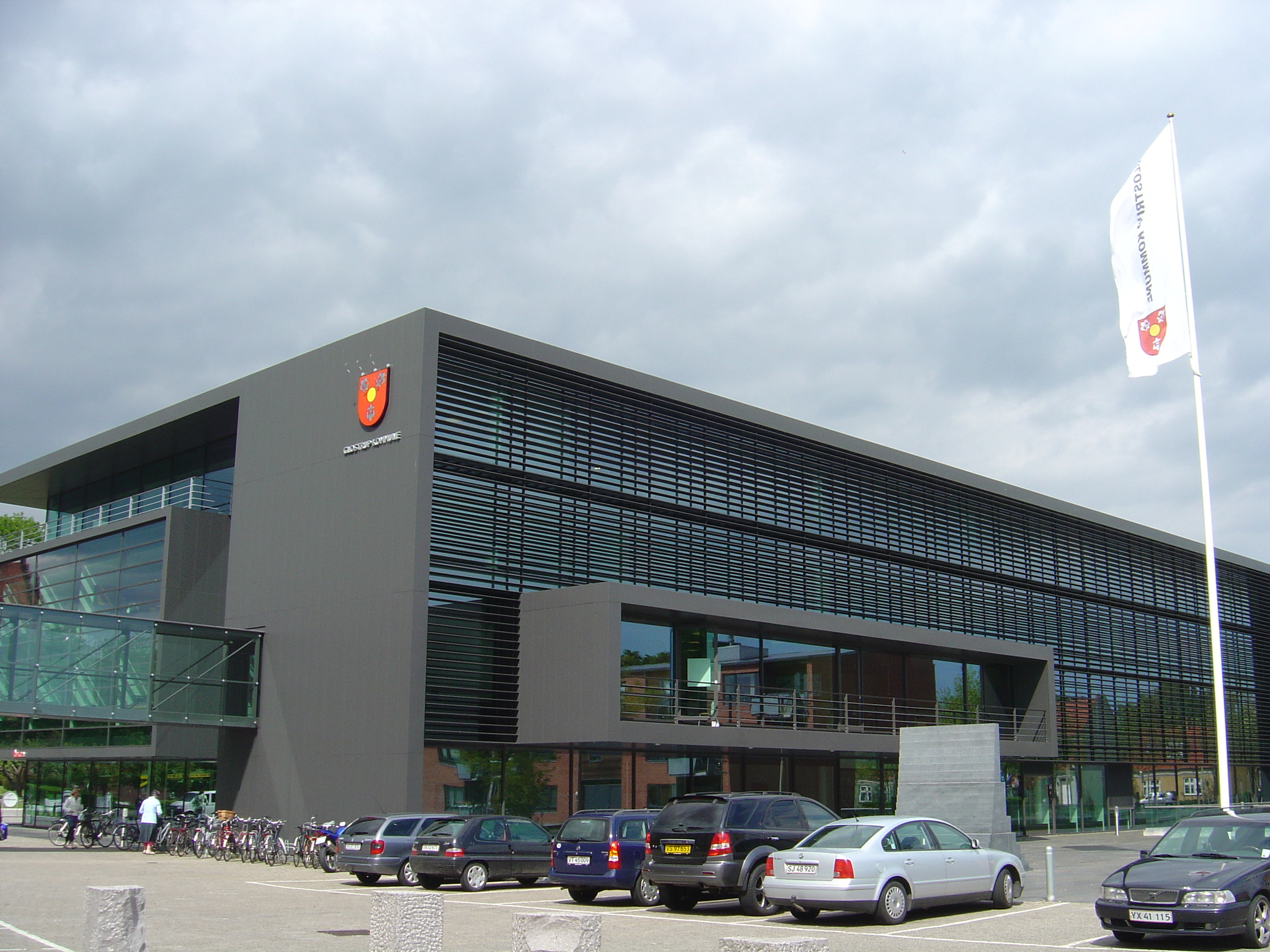
Glostrups rådhus.